# Parafia św. Franciszka z Asyżu w Bielsku-Białej
Parafia św. Franciszka z Asyżu w Bielsku-Białej – parafia rzymskokatolicka znajdująca się w Bielsku-Białej, w dzielnicy Wapienica. Należy do Dekanatu Bielsko-Biała II – Stare Bielsko diecezji bielsko-żywieckiej. Erygowana w 1957. Jest prowadzona przez księży diecezjalnych.
1 stycznia 2015 roku parafia została przeniesiona ze zlikwidowanego dekanatu Bielsko-Biała IV do dekanatu Bielsko-Biała II.